# Orbita zenostazionaria
Si dice orbita zenostazionaria un'orbita sincrona circolare, equatoriale e prograda attorno a Giove, potenzialmente utilizzabile da satelliti artificiali che necessitassero di trovarsi in ogni istante sempre al di sopra del medesimo punto dell'atmosfera del pianeta. I satelliti in orbita zenostazionaria, come tutti quelli in orbita zenosincrona, sono caratterizzati da un periodo orbitale pari al giorno siderale gioviano.

## Parametri orbitali
Il raggio dell'orbita zenostazionaria è dato dalla formula
{\displaystyle r_{zenos.}={\sqrt[{3}]{\frac {GMT_{rotaz}^{2}}{4\pi ^{2}}}}=160\,027\,km.}
La velocità orbitale di un satellite in una simile orbita sarebbe dunque pari a
{\displaystyle v_{orb}={\frac {2\pi r_{orb}}{T_{rotaz}}}=28,141\,km/s.}
Una siffatta orbita è effettivamente possibile; si trova infatti all'interno della sfera d'influenza gravitazionale gioviana, data dal raggio di Hill secondo la formula
{\displaystyle r_{Hill}=a{\sqrt[{3}]{\frac {m_{G}}{3M_{S}}}}=53\,153\,855\,km.}